# André Arfvidson
André-Louis Arfvidson, né à Boulogne-Billancourt le 11 juillet 1870 et mort à Paris le 10 juin 1935, est un architecte français actif à Paris entre 1900 et les années 1930.

## Biographie
Il entre à l'École nationale supérieure des beaux-arts en 1886 et est diplômé en 1892. Il obtient le second grand Prix de Rome en 1896 et le premier second grand prix en 1897. Il est influencé par l'Art nouveau, le Régionalisme, puis par l'Art déco. Après la Première Guerre mondiale, il participe à la reconstruction dans les départements de l'Aisne et du Pas-de-Calais. Il répond à de nombreuses commandes à Paris. 
Il se marie le 20 juillet 1911 à Boulogne-Billancourt. 
Il meurt brutalement à son domicile du 18, avenue Matignon à Paris, alors qu'il participe à la construction de la cité-jardin de la Butte-Rouge à Châtenay-Malabry.
Son fils Paul-André Arfvidson est lui aussi architecte, diplômé en 1930, et le possible auteur du bâtiment du 52 au 60 de l'avenue des Champs-Élysées, aujourd'hui occupé, entre autres, par Monoprix et la Galerie Élysées-La-Boétie, et anciennement par Virgin Megastore.
En hommage à l'architecte, le grand prix de l'architecture, destiné à un jeune architecte (sur épreuve), attribué chaque année par l'Académie des beaux-arts, comporte un deuxième et un troisième prix portant respectivement son nom et celui de son fils.

## Réalisations

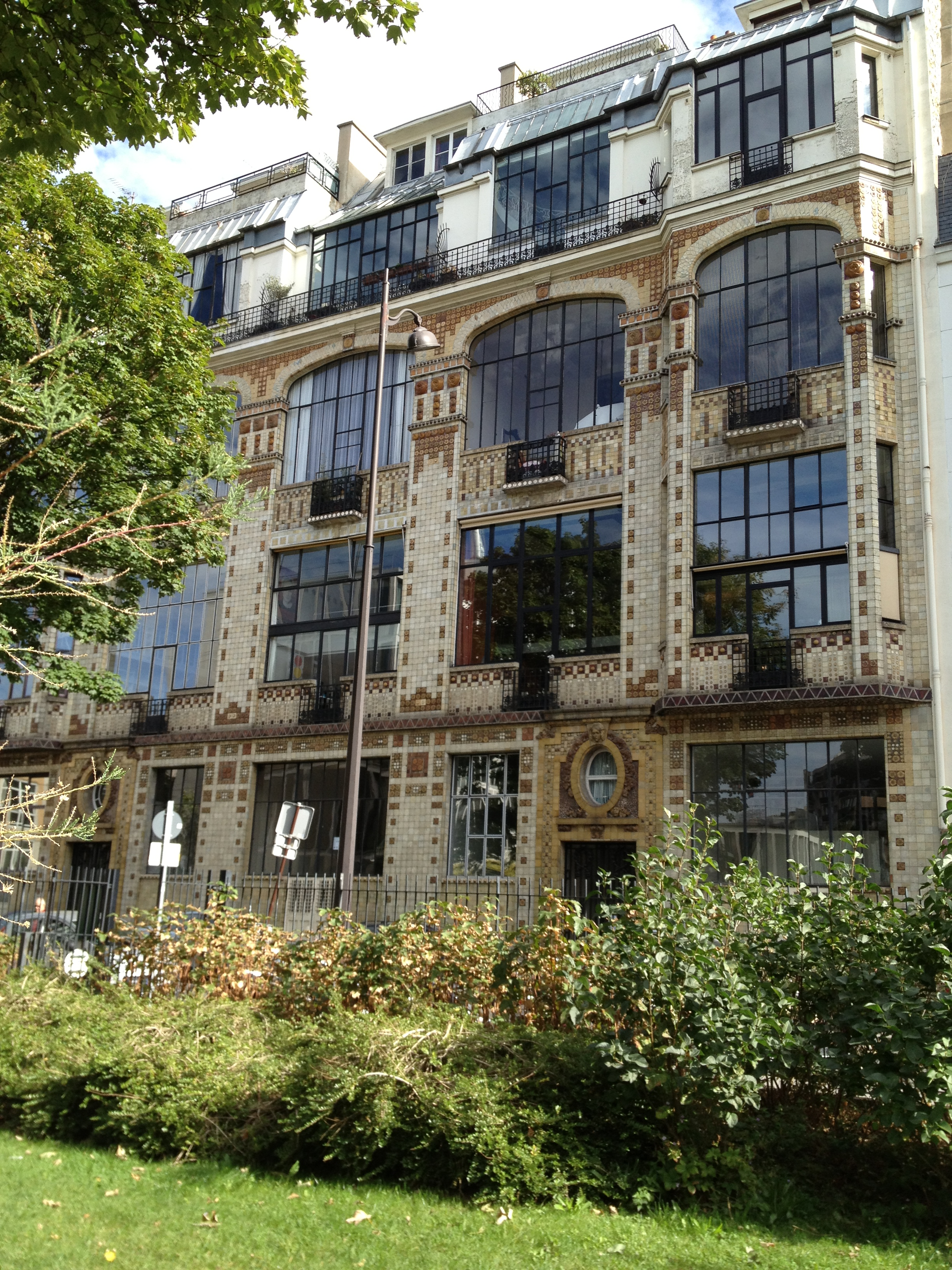
Immeuble, 31-31bis rue Campagne-Première, à Paris.

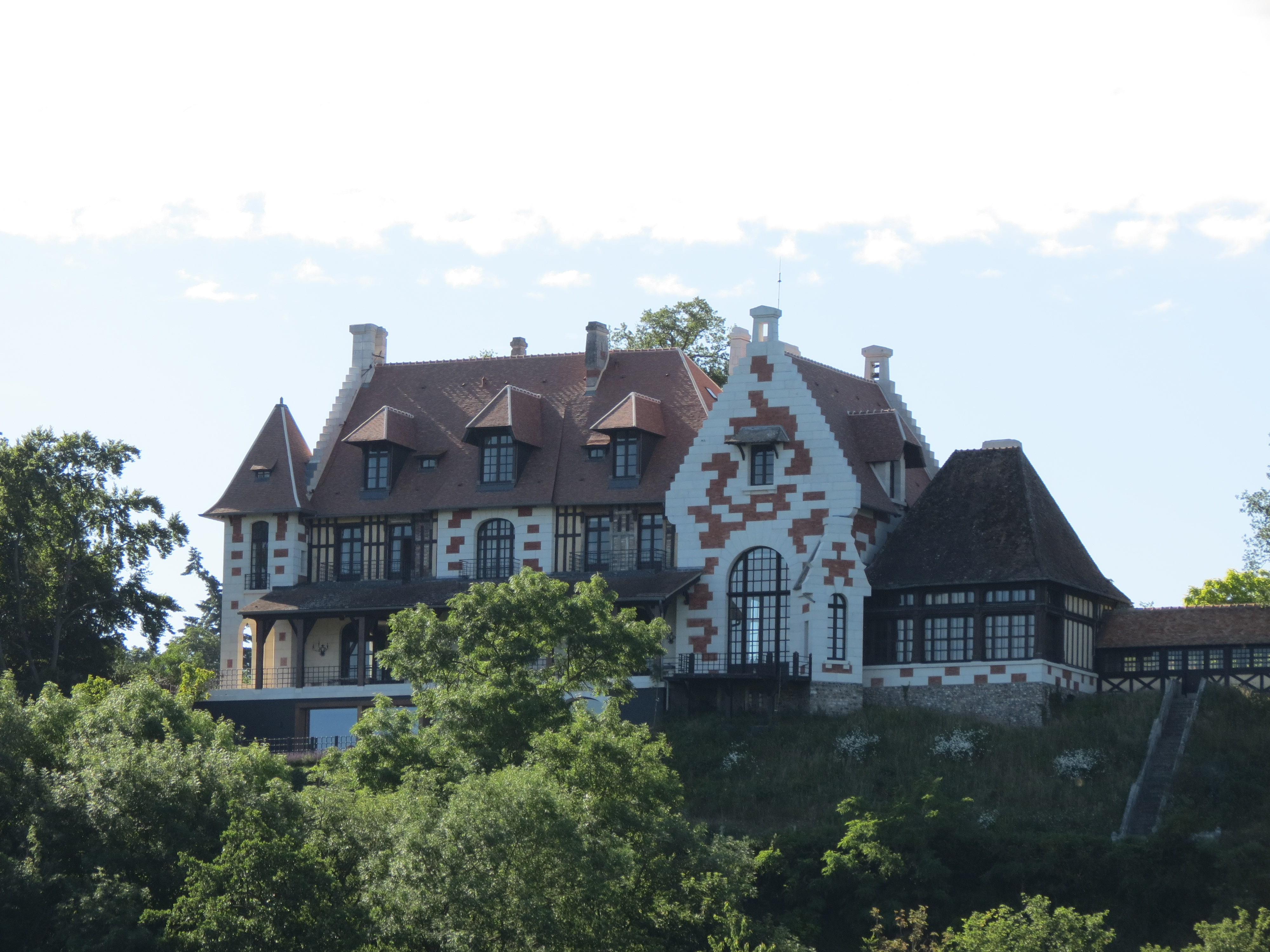
Château de la Batellerie (1906-1909).

- 1900 : pavillon de l’Art nouveau-Bing pour l’exposition universelle de Paris.
- 1906 : début du chantier du domaine Louis Renault à Herqueville (Eure), commençant par le château de la Batellerie, savoureux mélange d'Art déco et de style anglo-normand balnéaire, avec ses damiers cubistes sur les pignons à pas de moineaux, ses linteaux  en arc surbaissé et ses bow-windows.
- 1907 : immeuble du 41, avenue Foch dans le 16e arrondissement de Paris.
- 1907 : immeuble du 105, avenue de Malakoff dans le 16e arrondissement de Paris.
- 1911 : immeuble-ateliers des 31-31 bis, rue Campagne-Première, dans le 14e arrondissement de Paris[5]. L'immeuble fait la transition entre l’Art nouveau, l’Art déco et le Style international. L’habillage de la façade par des carreaux de grès polychromes signés Alexandre Bigot, agrémenté d’un décor de guirlandes ocre et beige, traduit le style en vogue à l’époque. En revanche, les grandes baies vitrées et les appartements en duplex annoncent les volumes spacieux du Mouvement moderne et la mode de l’atelier d’artiste des années 1920 et 30, convoité par une clientèle à la recherche d’innovation. Les vingt ateliers que contient l’immeuble, dotés d’un grand confort, étaient réservés à des artistes fortunés. Cette commande bien spécifique permit à l’architecte de briller et de recevoir une prime au concours de façades de la ville de Paris.
- 1911 : immeuble du 25 passage d'Enfer, dans le 14e arrondissement de Paris, façade recouvertes partiellement de grès flammé d'Alexandre Bigot. Ateliers d'artistes devenus école de René Jaudon.
- 1912 : hôtel particulier au 29, avenue Bugeaud dans le 16e arrondissement de Paris[6].
- 1914 : garage à Neuilly-sur-Seine.
- 1914-1925 : immeubles HBM des 18, rue Brillat-Savarin et rue de la Fontaine-à-Mulard dans le 13e arrondissement de Paris avec Joseph Bassompierre[7].
- 1923-1926 : immeuble des 3-7, rue de la Prévoyance dans le 19e arrondissement de Paris.
- 1924-1927 : immeuble du 130, avenue de Versailles, dans le 16e arrondissement de Paris. Jolie frise sur la façade.
- 1924-1929 : hôtel Prince de Galles à Paris dans le 8e arrondissement de Paris.
- 1928 : immeuble HBM, rue David-d'Angers dans le 19e arrondissement avec Joseph Bassompierre.
- 1929-1931 : immeuble de la First National City Bank, aux 52-60, avenue des Champs-Élysées, actuel Galeries Lafayette Champs-Élysées.
- 1930 : immeuble du 48, boulevard Gouvion-Saint-Cyr dans le 17e arrondissement de Paris.
- 1931-1935 : cité-jardin de la Butte-Rouge de Châtenay-Malabry (Hauts-de-Seine).
- 1932 : immeuble du 10, place du Général-Kœnig dans le 17e arrondissement de Paris.
- 1936 : lycée Jean-Drouant dans le 17e arrondissement de Paris[8].

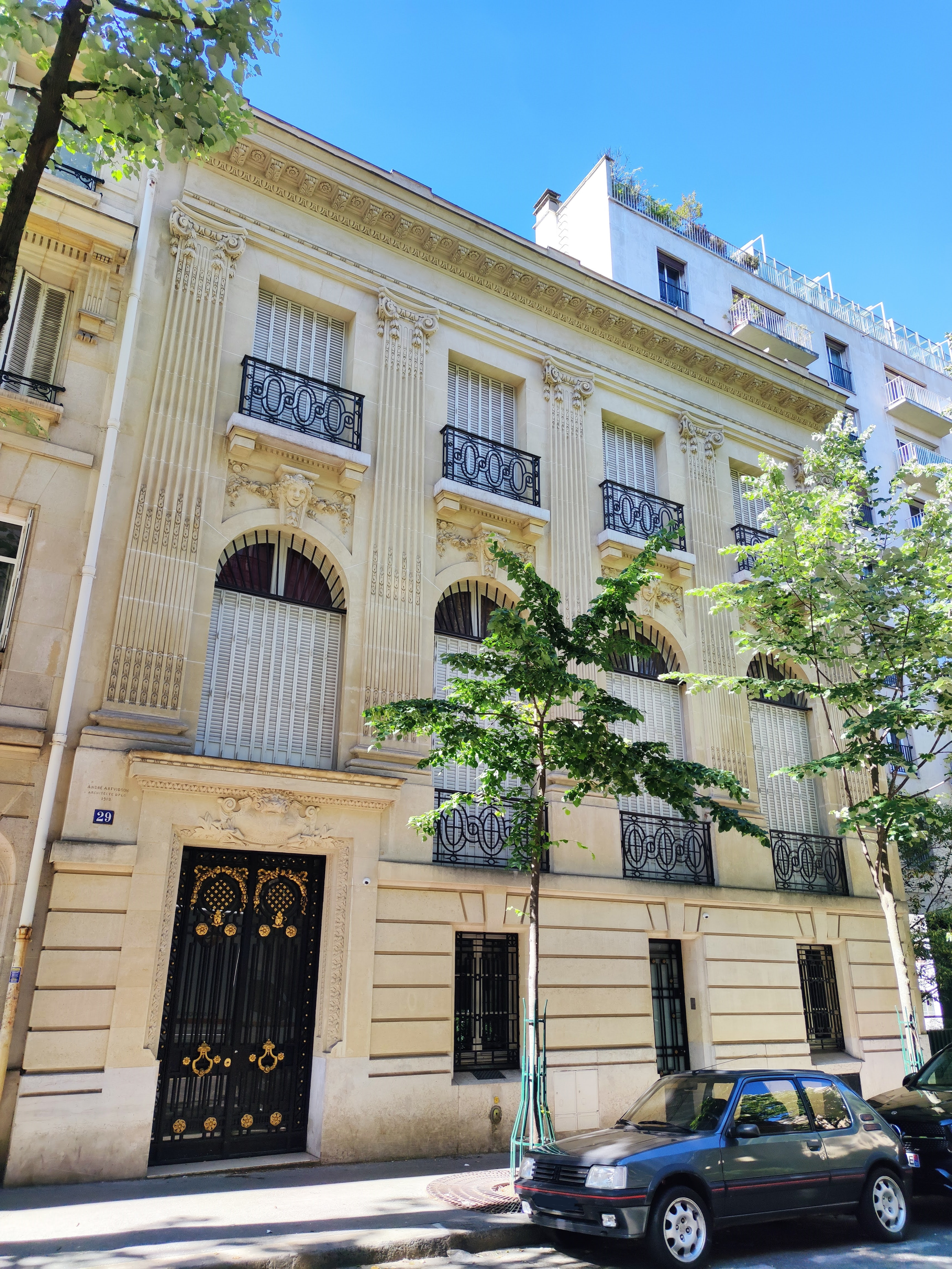
29, avenue Bugeaud, Paris.
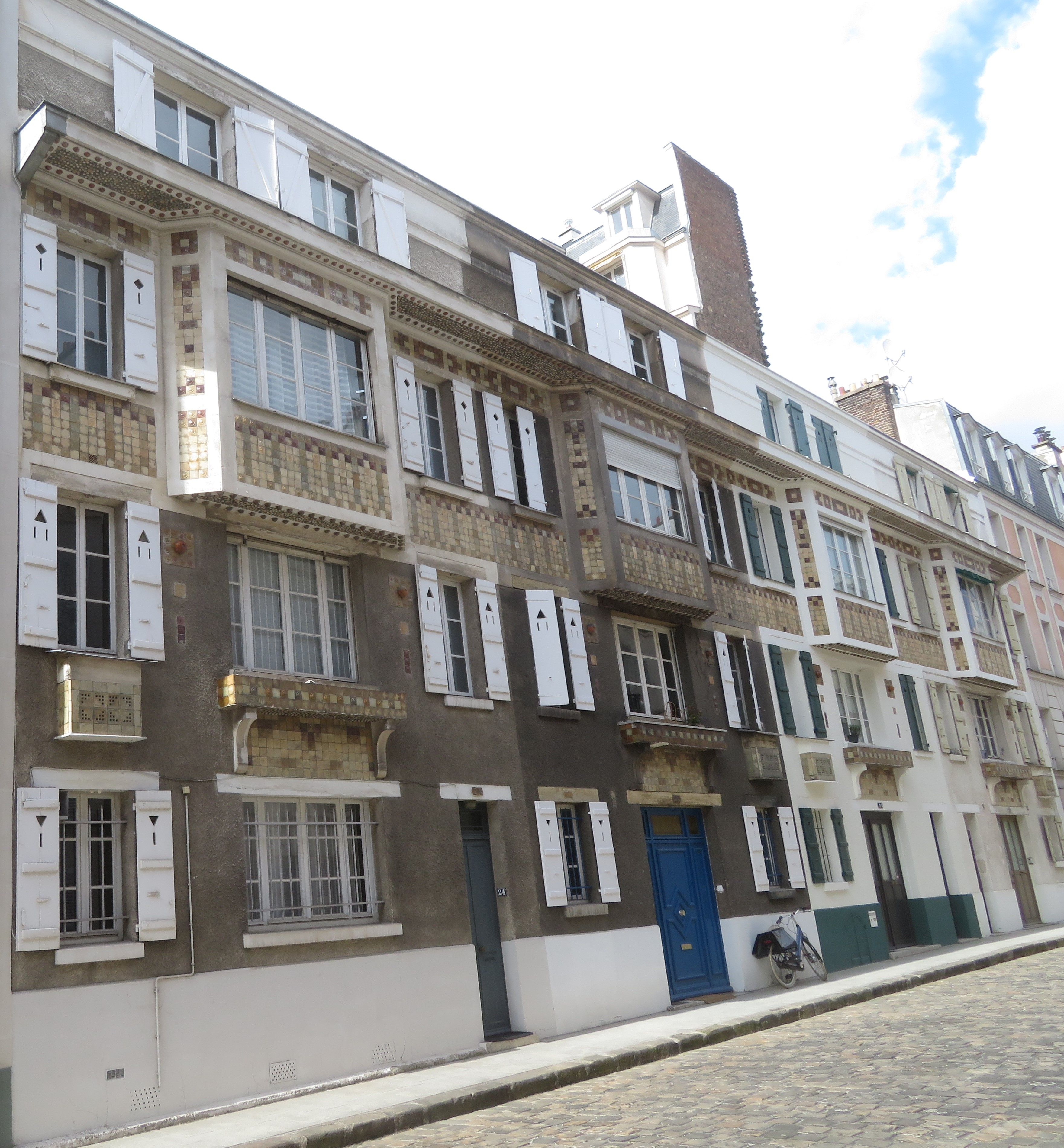
Immeuble 25 passage d'Enfer